# Vlag van Podlachië

Vlag van Podlachië

De vlag van Podlachië bestaat uit vier even hoge horizontale banden in de kleuren, van boven naar beneden wit, rood, geel en blauw. Deze vlag werd in 30 augustus 2002 in gebruik genomen.
De bovenste witte baan verwijst naar de emblemen van het wapen van de adelaar en de ridder op het paard; rood naar de kleur van het wapenschild; een gele baan bij de gouden kroon, de snavel en poten van de adelaar, het kruis op het schild van de ridder, het gevest van het zwaard, de sporen van de ridder en het tuig van het paard; de onderste blauwe kleur is voor het schild van de ruiter, het zadel en het zadelkleed van het paard.